# Малая Куприяновка
Малая Куприяновка (укр. Мала Купріянівка, до 2016 г. — Кировское) — село,
Куприяновский сельский совет,
Вольнянский район,
Запорожская область,
Украина.
Код КОАТУУ — 2321582203. Население по переписи 2001 года составляло 71 человек.

## Географическое положение
Село Малая Куприяновка находится на правом берегу реки Мокрая Московка,
ниже по течению примыкает село Куприяновка,
на противоположном берегу — село Троянды.
На реке сделано несколько запруд.